# سايونارا (فلم)
سايونارا (بالإنجليزية: Sayonara) هو فيلم دراما تم إنتاجه في الولايات المتحدة وصدر في سنة 1957.

## بطولة
- مارلون براندو
- جيمس غارنر

## الميزانية والإيرادات
حقق أرباحا تقدر بـ 22,000,115 (in U.S.) دولار.

### ترشيحات وجوائز
| السنة | الحدث  | الفئة     | النتيجة |
| ----- | ------ | --------- | ------- |
|       | أوسكار | أفضل فيلم | ترشـيـح |

## وصلات خارجية
- مقالات تستعمل روابط فنية بلا صلة مع ويكي بيانات